# The Dave Clark Five
The Dave Clark Five est un groupe britannique de rock populaire dans les années 1960 qui faisait partie, comme les Beatles, de la British Invasion, terme utilisé par des journalistes américains pour qualifier l'arrivée massive de groupes musicaux britanniques sur leur sol à partir des années 1960.

## Historique
Le groupe est formé à l'origine autour de Dave Clark (batteur et leader), avec Mike Smith, Lenny Davidson, Rick Huxley et Denis Payton.
Son plus grand succès est Glad All Over (1963). Titre repris en France par Vic Laurens (Le vrai bonheur) en 1963 sous label Mercury. Autres succès : Bits and Pieces, Can't You See That She's Mine, Because, Anyway You Want It, I Like It Like That, Catch Us If You Can, Over and Over et You Got What It Takes.
En 1965, The Dave Clark Five sont à l'affiche du film Sauve qui peut de John Boorman.
Le groupe se sépare à la fin de 1970, mais n'est pas oublié par l'industrie musicale : le 10 mars 2008, il rejoint ainsi le Rock and Roll Hall of Fame.

## Albums studio
- Glad All Over (US; 1964)
- The Dave Clark Five Return! (US; 1964) / A Session with The Dave Clark Five (UK; 1964)
- American Tour (US; 1964)
- Coast to Coast (US; 1965)
- Weekend in London (US; 1965)
- Having a Wild Weekend (US; 1965) / Catch Us If You Can (UK; 1965)
- I Like It Like That (US; 1965)
- Try Too Hard (US; 1966)
- Satisfied with You (US; 1966)
- 5 By 5 (US; 1967)
- You Got What It Takes (US; 1967)
- Everybody Knows (UK; 1967) / (US; 1968)
- 5 by 5 = Go! (UK; 1969)
- If Somebody Loves You (UK; 1969)
- Good Old Rock'n'Roll (UK; 1970)